# Tamires Crude
Tamires Crude, née le 12 janvier 1994, est une judokate brésilienne.

## Carrière
Elle est médaillée de bronze des moins de 57 kg à l'Universiade d'été de 2017 à Taipei puis médaillée d'argent dans la même catégorie aux Championnats panaméricains de judo 2018  à San José.